# أمل جلال صبري
أمل جلال صبري هي مصرية المدافعات عن حقوق الأشخاص المصابين بالتوحد، وتعيش صبري في دولة الإمارات العربية المتحدة .الدكتورة أمل صبري مؤسسة ومديرة مركز الإمارات للتوحد، والتي تعد أول مؤسسة لدعم الأشخاص المصابين بالتوحد في دولة الإمارات العربية المتحدة.

## سيرة
بدأت الدكتورة أمل صبري العمل مع الأطفال المصابين بالتوحد في عام 1992م، وذلك بعد تشخيص إصابة ابنها عمرو باضطراب طيف التوحد .  وقد سافرت الدكتورة أمل صبري وزوجها إلى الولايات المتحدة لزيارة مدرسة بوسطن ليج ، وذلك من أجل عمل خطة للتدخل المبكر لابنها.  في عام 2001، أصبح ابنها عمرو أول طفل مصاب بالتوحد في دولة الإمارات العربية المتحدة يتم دمجه في النظام المدرسي.  ومع مرور الوقت، وفي وقت لاحق، أصبح عمرو أول شخص مصاب بالتوحد يتخرج من المدرسة الثانوية. 
في عام 2007م، أسست الدكتورة أمل صبري مركز الإمارات للتوحد، وذلك من أجل المساعدة في تحسين نوعية الحياة للأشخاص المصابين بالتوحد وأسرهم.  ويعد المركزهو أول مؤسسة للتوحد في دولة الإمارات العربية المتحدة.  وقد تم دمج أكثر من نصف طلاب المركز في المدارس الحكومية منذ تأسيس المنظمة.
الدكتورة أمل صبرى حاصلة على جائزة المرأة الإماراتية الإنسانية، وكذلك جائزة امرأة العام في عام 2016.  وكانت الأولى التي تفوز بهذه الجائزة. 

## روابط خارجية
- مركز الإمارات للتوحد
- جائزة المرأة الإماراتية لعام 2016 (فيديو)